# Mranggen (Polokarto)
Mranggen is een bestuurslaag in het regentschap Sukoharjo van de provincie Midden-Java, Indonesië. Mranggen telt 9163 inwoners (volkstelling 2010).